# Fastly
Fastly es un proveedor estadounidense de servicios de computación en la nube.
Fastly describe su red como una plataforma de nube, diseñada para ayudar a los desarrolladores a extender su infraestructura de nube central en la frontera de la red, más cerca de los usuarios. La plataforma incluye su red de entrega de contenido, optimización de imágenes, video y transmisión, seguridad en la nube y servicios de equilibrio de carga. Los servicios de seguridad en la nube incluyen protección contra ataques de denegación de servicio, mitigación de bots y un cortafuegos de aplicaciones web. El cortafuegos utiliza las reglas básicas de ModSecurity de OWASP junto con su propio conjunto de reglas.
La plataforma Fastly está construida sobre Varnish.

## Historia
Fastly fue fundada en 2011 por Artur Bergman, anteriormente director técnico de Wikia. En junio de 2013, Fastly recaudó $10 millones de dólares en financiamiento. En abril de 2014, la compañía anunció que había adquirido CDN Sumo, un complemento de CDN para Heroku. En septiembre de 2014, Fastly recaudó otros $40 millones, seguido de $75 millones en agosto de 2015.
En septiembre de 2015, Google se asoció con Fastly y otros proveedores de redes de distribución de contenido para ofrecer servicios a sus usuarios. En abril de 2017, lanzó su plataforma en la nube junto con servicios de optimización de imágenes, equilibrio de carga y un firewall de aplicaciones web.
Recaudó $50 millones en fondos en abril de 2017, y otros $40 millones en julio de 2018. La compañía presentó una oferta pública inicial en abril de 2019 y se lanzó en la Bolsa de Valores de Nueva York el 17 de mayo de 2019. En febrero de 2020, Bergman dejó el cargo de director ejecutivo y asumió el cargo de arquitecto en jefe y presidente ejecutivo; Joshua Bixby asumió el cargo de director ejecutivo.
En agosto de 2020, Fastly anunció que estaba adquiriendo la empresa de ciberseguridad Signal Sciences por $775 millones de dólares ($200 millones en efectivo y $575 millones en acciones).

## Operación
Fastly fue descrito por TechRadar como «un CDN de fuerza industrial ultraconfigurable para profesionales». Sigue el simple modelo de proxy inverso similar a Cloudflare. En lugar de proporcionar una dirección "cdn.midominio.com" para almacenar archivos específicos, enruta rápidamente todo el tráfico del sitio web a través de sus servidores. Luego opera de manera similar a cualquier CDN, obteniendo contenido desde el servidor más cercano al usuario final entre más de 50 servidores en todo el mundo. Tiene características de seguridad de nivel empresarial. Tiene un precio de servicio de pago por uso sujeto a un cargo mínimo de 50 dólares estadounidenses por mes, comparable a CloudFront y Azure.
El análisis de TechRadar descubrió que tiene muchas características útiles, es ampliamente configurable y purga su caché casi instantáneamente (lo que lo hace adecuado para contenido que cambia rápidamente), pero podría ser complicado de configurar, más caro que otros servicios similares y con resultados de velocidad de rango medio.

### Interrupción de servicios de 2021
El 8 de junio de 2021, Fastly informó sobre problemas con su servicio CDN que causaron muchos sitios web importantes, como Reddit, gov.uk, Twitch, Spotify y Amazon, junto con importantes fuentes de noticias como The New York Times, The Guardian, CNN y la BBC, dejarán de estar disponibles. The Verge, un sitio de noticias tecnológicas también afectado, recurrió al uso de Google Docs para informar sobre la interrupción en curso. También afectó a ciertas partes de otros sitios web importantes, como los servidores que alojan los emojis utilizados por Twitter, por lo que se volvieron inaccesibles. La interrupción de Fastly se resolvió después de unas horas, comenzando a estar disponibles nuevamente muchos de los sitios web afectados. Desde entonces, Fastly ha declarado que la causa de la interrupción fue un error de software provocado por una configuración de usuario específica.